# Elvira
För andra betydelser, se Elvira (olika betydelser).
Elvira är ett kvinnonamn med spanskt ursprung som man tror ytterst kommer från arabiskan och sannolikt betyder "den vita". Andra teorier om namnets ursprung finns också, som att det skulle vara tyskt eller västgotiskt och då betyda "pigg" eller "tillförlitlig". En variant av namnet är Alvira.
Elvira är ett namn som är populärt bland de yngsta idag (bland de 100 vanligaste), liksom det var vid sekelskiftet 1900, då det var Elvira Madigans tragiska öde som fascinerade människorna.
Det äldsta belägget i Sverige är från år 1808.  Den 31 december 2022 fanns det totalt 18 299 kvinnor folkbokförda i Sverige med namnet Elvira, varav 8 086 bar det som tilltalsnamn.
Namnsdag i Sverige: 1 mars (sedan 2001; 1986–1992: 30 juni och 1993–2000: 10 maj). Delas med Albin. I den finlandssvenska namnsdagslängden har Elvira namnsdag 27 juni sedan starten 1929, då en egen namnsdagskalender togs i bruk för finlandssvenskar, tillsammans med Elvi.
Anledningen till nuvarande placeringen i almanackan är kopplingen till Albin som också har betydelsen 'vit'.

## Personer med namnet Elvira

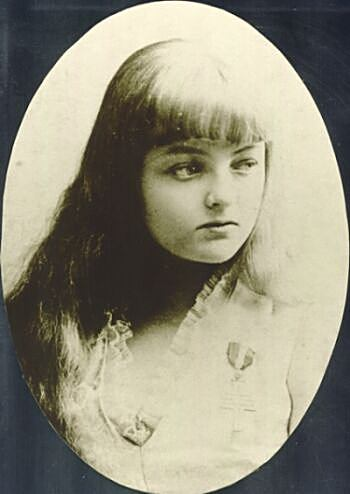
Elvira Madigan

- Elvira av Kastilien, siciliansk drottning
- Elvira av Kastilien, grevinna av Toulouse
- Elvira Holmberg, svensk politiker (s)
- Elvira Madigan, artistnamn för Hedvig Jensen, lindansös
- Elvira Nikolaisen, norsk popsångerska
- Elvira Notari, italiensk filmskapare
- Elvira Possekel, västtysk friidrottare
- Elvira Ramírez, spansk regent
- Elvira (Viran) Rydkvist, svensk skådespelerska och teaterchef
- Elvira Saadi, sovjetisk gymnast
- Elvira Öberg, svensk skidskytt

## Fiktiva figurer
- Elvira Olsson, 91:an Karlssons flickvän
- Cassandra Peterson, alias "Elvira, mistress of the dark"